# Édouard Martin (dramaturge)
Pour les articles homonymes, voir Édouard Martin et Martin.
Édouard Martin, né le 19 juillet 1825 à Melun et mort le 13 juillet 1866 dans le 10e arrondissement de Paris, est un dramaturge français.

## Biographie
Édouard Joseph Martin naît le 19 juillet 1825 à Melun. Le père d'Édouard Martin est marchand tailleur.
Jeune dramaturge, ami d'Edmond About et de Théophile Gautier, Édouard Martin est connu pour les comédies qu'il écrit sous le Second Empire, en collaboration avec Eugène Labiche, Albert Monnier et Paul Siraudin.
Atteint de maladie mentale en 1864, il meurt à la maison de santé municipale Dubois (aujourd'hui hôpital Fernand-Widal) le 13 juillet 1866. Lors de son inhumation au cimetière Saint-Denis, le 14 juillet, c'est Léon Gozlan qui prononce son éloge funèbre.

## Œuvres

### Pièces écrites en collaboration avec Labiche et/ou Monnier
- L'Argent par les fenêtres, 1852
- Le Droit de visite, 1852
- Un oncle aux carottes, 1855
- As-tu tué le mandarin ?, 1856

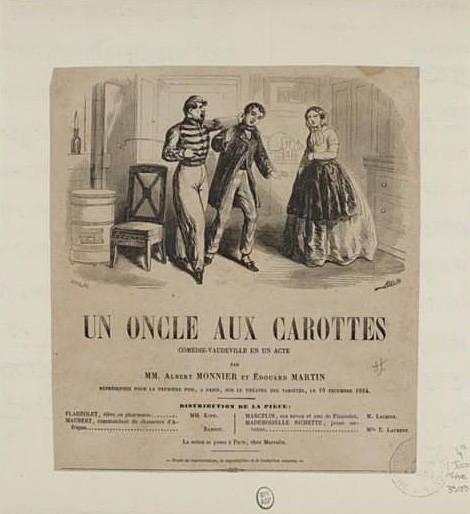
Un oncle aux carottes, en collaboration avec Albert Monnier

- L'Affaire de la rue de Lourcine, 1857
- Les Noces de Bouchencœur, 1857
- Chez une petite dame, 1858
- L'Amour, un fort volume, prix 3 F 50 c, 1859
- Les Petites Mains, 1859
- Le Voyage de monsieur Perrichon, 1860
- Le Pantalon de Nessus, 1860
- Les Vivacités du capitaine Tic, 1861
- La Poudre aux yeux, 1861
- Le Bataillon de la Moselle, 1862
- Les 37 Sous de M. Montaudoin, 1862
- La Commode de Victorine, 1863
- Moi, 1864
- Les Truffes, 1864
- Le Petit de la rue du Ponceau, 1864
- Histoire d'une patrouille, 1865
- La Main leste, 1867

### Autres
- Collégiens, étudiants et mercadets pour rire, 1853
- Sous un parapluie, 1855 (avec Albert Monnier et Paul Siraudin)
- Madame Absalon, 1859 (avec Paul Siraudin)
- Jeune de cœur, 1860 (avec Émile de Najac)
- La Fleur des braves, 1863 (avec Ernest Mouchelet)